# سیلویو رومرو (بازیکن فوتبال)
سیلویو رومرو (انگلیسی: Silvio Romero؛ زادهٔ ۲۲ ژوئیهٔ ۱۹۸۸) بازیکن فوتبال اهل آرژانتین است.
از باشگاه‌هایی که در آن بازی کرده‌است می‌توان به باشگاه فوتبال رن و باشگاه فوتبال لانوس اشاره کرد.